# Мортеза Катузиян
Мортеза Катузиян — современный иранский художник.

## Биография
Родился 3 июля 1943 года в Тегеране в семье среднего класса, интересующейся искусством. С детства любил живопись, и, не имея наставника, все свое время проводил в овладении этим искусством. В 1960 году он профессионально занялся графикой и живописью.
В области графики он создал большое количество плакатов, эмблем, обложек для книг и брошюр. В 1974 году художник взял на себя ответственность за проведение Международной Рекламной Ассоциацией (IAA) Тегеранской международной выставки графики «Голодающие Африки» и получил приз за плакат о солидарности.
До настоящего момента опубликованы четыре книги репродукций Мортезы Катузияна, многие его работы представлены в виде плакатов. Пять картин этого художника хранятся в Музее современного искусства в Тегеране, и множество других – в собраниях иранских и зарубежных коллекционеров в разных странах.
В дореволюционный период он был одним из основателей Профсоюза графиков и два года являлся членом его совета директоров. За прошедшее время Катузиян участвовал во многих совместных выставках и провел четыре персональных выставки. Все они, учитывая высокое качество представленных работ и присутствующий в картинах художника дружеский взгляд на человека и связанные с его жизнью проблемы, стали одними из самых посещаемых выставок в истории иранского искусства.
Выставку его картин в Музее современного искусства в Тегеране в 1989 году, согласно официальным подсчетам, посетили 20 тысяч человек. На последней выставке, на которой было показано 94 его картины, и которую он провел в мае-июне 2008 года в культурно-историческом комплексе Саадабад, художник во время торжественной церемонии удостоился чести получить почетную грамоту от ЮНЕСКО за 50 лет своей деятельности в области живописи и 30 лет преданности делу обучения иранской молодёжи.
За 30-летний период обучения живописи его маленькая мастерская подарила миру искусства десятки талантливых художников.
Чтобы представить и поддержать своих учеников, Катузиян организовал для них три совместные выставки, и участвовал вместе с ними в одной выставке в Музее современного искусства в Тегеране. Его усилиями в 2005 году была издана книга репродукций его студентов, встретившая теплый прием.
В настоящее время многие из тех студентов являются знаменитыми иранскими художниками, и каждый из них в своей мастерской живописи занимается обучением большого количества учеников.